# تروخیو (پرو)
تروخیو (پرو) (به اسپانیایی: Trujillo) شهری در ساحل شمال غربی کشور پرو است که در سال ۲۰۰۷ میلادی، حدود ۷۰۹٫۵۶۶ نفر جمعیت داشته‌است.
تروخیو مرکز لا لیبرتاد است و سومین شهر پرجمعیت پرو است. در ساحل رود موچ، نزدیک دهانه آن در اقیانوس آرام، در دره موچه واقع شده‌است. به مناسبت اشتراک مساعی در جنگ استقلال پرو تروخیو دو بار به عنوان پایتخت این کشور نامزد شد. تروخیلو «مهد آزادی و مهد دادگستری در پرو» محسوب می‌شود. این شهر دارای جامعه هنری پر جنب و جوشی است. از جشنواره‌های تروخیو «جشنواره ملی مارینرا»، جشنواره بهار تروخیلو و جشنواره بین‌المللی کتاب که یکی از مهمترین رویدادهای فرهنگی کشور است.
تروخیلو نزدیک به دو مکان مهم باستان‌شناسی است. یکی چان چان، از شهرهای معظم خشتی در جهان باستان، که در سال ۱۹۸۶ توسط یونسکو به عنوان میراث جهانی شناخته شد. دیگر معبد خورشید و ماه (بزرگترین هرم خشتی در پرو) است.
مرکز شهر شامل نمونه‌هایی نفیس از معماری اروپایی به خصوص کلیسا است. اسقف اعظم کاتولیک روم در تروخیو مقر دارد. کاتولیک مذهب غالب اهالی است و ۱۰ کلیسا در دیوار شهر قدیمی واقع شده‌اند.
در سال ۲۰۱۲ تروخیو توسط IBM برای شرکت در یک پروژه «چالش دقیق شهرها» انتخاب شد که هدف آن بهبود ایمنی و ترابری از طریق فناوری است.